# Australian Ice Hockey League
Die Australian Ice Hockey League (AIHL) ist die höchste Eishockey-Spielklasse in Australien und untersteht Ice Hockey Australia, einem Mitglied der IIHF. Die Liga wurde 2000 von den Canberra Knights, Sydney Bears und Adelaide Avalanche gegründet. Zwei Jahre später kamen weitere drei Mannschaften hinzu.
Die Spieler der AIHL sind Halbprofis. Während der Sommerpause in der NHL 2005 spielte Steve McKenna, ehemaliger Spieler in der NHL bei den Los Angeles Kings, Minnesota Wild, New York Rangers und Pittsburgh Penguins, für die Adelaide Avalanche. Er kehrte 2007 als Trainer nach Australien zurück. Rob Zamuner, ebenfalls ehemaliger NHL-Spieler, stand in der Saison 2006 bei den Gold Coast Blue Tongues unter Vertrag.

## Teams 2019

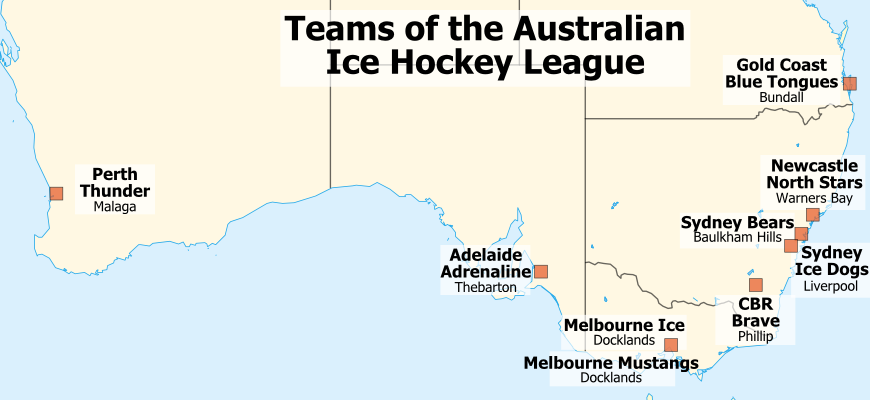
Standorte der AIHL Teams

| Mannschaft           | Standort  | Spielstätte                           | Kapazität | Gegründet | Beigetreten | Früher Namen                     |
| -------------------- | --------- | ------------------------------------- | --------- | --------- | ----------- | -------------------------------- |
| Adelaide Adrenaline  | Adelaide  | IceArenA                              | 1500      | 2008      | 2008        | Adelaide A's (2008)              |
| CBR Brave            | Canberra  | Phillip Swimming & Ice Skating Centre | 1000      | 2014      | 2014        |                                  |
| Melbourne Ice        | Melbourne | O’Brien Icehouse                      | 6500      | 2002      | 2002        |                                  |
| Melbourne Mustangs   | Melbourne | O’Brien Icehouse                      | 6500      | 2010      | 2011        | Mustangs IHC (2010–2012)         |
| Newcastle Northstars | Newcastle | Hunter Ice Skating Stadium            | 1000      | 1981      | 2002        | Newcastle Northstars (2002–2016) |
| Perth Thunder        | Perth     | Perth Ice Arena                       | 400+      | 2010      | 2012        |                                  |
| Sydney Bears         | Sydney    | Macquarie Ice Rink                    | 2000      | 1982      | 2000        | AIHL Bears (2007–2009)           |
| Sydney Ice Dogs      | Sydney    | Macquarie Ice Rink                    | 2000      | 2002      | 2002        | West Sydney Ice Dogs (2002–2009) |

### Ehemalige Teams
- Adelaide Avalanche (2000–2008) Spielbetrieb eingestellt im Juni 2008. Spieler umgestaltet, um als Adelaide A zu spielen (jetzt bekannt als Adelaide Adrenaline)
- Canberra Knights (2000–2013) Betriebsunterbrechung im Februar 2014. Die Spieler wurden später zum CBR Brave umgestaltet
- Central Coast Rhinos (2005–2008) lehnte ab, Lizenz für 2009 zu unterzeichnen
- Gold Coast Blue Tongues (2005–2014) im Jahr 2012 ausgesetzt, Lizenz abgelaufen im Jahr 2014. Früher als Brisbane Blue Tongues bekannt.

## Trophäen

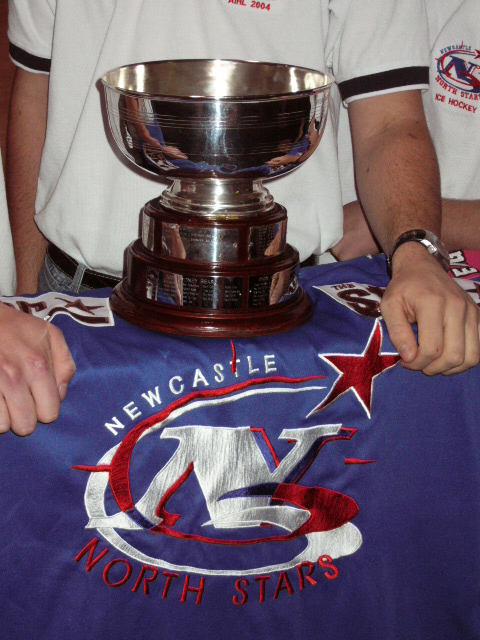
Der Goodall Cup, die fünftälteste Eishockeytrophäe der Welt

### Goodall Cup
Der Goodall Cup wurde zum ersten Mal im Jahre 1909 verliehen, aber erst seit 2002 an den Meister der AIHL. Vorher war er der Siegerpokal der Staaten-Meisterschaft in Australien. In einigen Jahren (1914–1920, 1940–1946, 1955–1960, 1993) wurde der Pokal nicht ausgespielt.
Hinter dem Stanley Cup (1892), dem Queens Cup (1903), dem Boyle Cup (1904) und dem Allan Cup (1908) ist der Goodall Cup die fünftälteste Eishockeytrophäe.
Die bisherigen Goodall-Cup-Gewinner (von 1909 bis 1999):
- New South Wales 35-mal
- Victoria 24-mal
- South Australia 6-mal
- Queensland 1-mal
- Australian Capital Territory 1-mal

### Gewinner der regulären Saison
Von 2000 bis 2003 erhielten die Landesmeister keine Trophäe von der AIHL. Erst im Jahr 2004 führte die Liga den V.I.P. Pokal für den Sieger der Meisterschaft ein. Der Pokal wurde nach dem Sponsor V.I.P. Home Services benannt. Der V.I.P Cup wurde vier Spielzeiten ausgespielt, bevor dieser im Jahr 2007 eingestellt wurde. Im Jahr 2010 stellte die Liga einen neuen Pokal, den H. Newman Reid Pokal, für den Meisterschaftssieger vor. Die Trophäe ist nach Henry Newman Reid benannt, der zwischen 1904 und 1907 die ersten Eisbahnen in Australien eröffnete. Die Meisterschaften wurden zurückdatiert und berücksichtigen für die Jahre 2008 und 2009 die AIHL Bears und die Newcastle Northstars als Titelträger.
Gewinner der regulären Saison
- 2000 – Sydney Bears
- 2001 – Adelaide Avalanche
- 2002 – Sydney Bears
- 2003 – Adelaide Avalanche

V.I.P.-Cup-Sieger
- 2004 – Newcastle Northstars
- 2005 – Adelaide Avalanche
- 2006 – Melbourne Ice
- 2007 – Adelaide Avalanche

H.-Newman-Reid-Trophy-Sieger
- 2008 – AIHL Bears
- 2009 – Newcastle Northstars
- 2010 – Newcastle Northstars
- 2011 – Melbourne Ice
- 2012 – Newcastle Northstars
- 2013 – Sydney Ice Dogs
- 2014 – Melbourne Mustangs
- 2015 – Newcastle Northstars
- 2016 – Melbourne Ice
- 2017 – Melbourne Ice
- 2018 – CBR Brave
- 2019 – CBR Brave

### Wilson Cup
Den Wilson Cup erhält die Mannschaft, die den seit der Saison 2008 ausgetragenen Vorsaison-Wettbewerb für sich entscheidet.
2009 gewannen die Central Coast Rhinos den Wilson Cup, traten aber in der AIHL Saison 2009 nicht mehr an.

## Saisonstruktur

### Reguläre Saison
Die AIHL-Saison beginnt jedes Jahr im April und dauert insgesamt fünf Monate. Spiele werden fast ausschließlich an Samstagen oder Sonntagen ausgetragen, hauptsächlich am Nachmittag, aber es gibt auch einige Abendspiele. Jedes Team spielt insgesamt viermal gegen jedes der anderen sieben Teams, sodass jede Mannschaft auf 28 Spiele kommt.

### Verlängerung und Punktesystem
Das Punktesystem, wie es aktuell in der AIHL existiert, wurde erst 2006 eingeführt. Drei Punkte erhält eine Mannschaft für einen Sieg, keine Punkte für eine Niederlage. Endet ein Spiel unentschieden, wird ein Penaltyschießen durchgeführt. Der Sieger des Penaltyschießen erhält zwei Punkte, das unterlegene Team immerhin noch einen Punkt. Bis 2005 wurde statt eines Shootout eine fünfminütige Verlängerung gespielt.

### Playoffs
2000 und 2001 wurde das Team zum Meister ernannt, dass in der Regulären Saison die Tabelle anführte. Ein Finalspiel um die Meisterschaft wurde 2002 eingeführt. 2003 wurden die Playoffs von zwei auf vier Mannschaften ausgebaut, wobei das Halbfinale und das Finale über je ein Spiel gingen. Bisher gibt es noch keine Pläne der Liga, dass die Playoffs in der Zukunft in Serien, wie das aus der NHL bekannte „Best of seven“, ausgetragen werden.

## AIHL-Meister

### Finalspiele seit 2000
| Jahr | Standort                              | Meister              | Vizemeister          | Ergebnis |
| ---- | ------------------------------------- | -------------------- | -------------------- | -------- |
| 2000 | Macquarie Ice Rink, Sydney            | Adelaide Avalanche   | Sydney Bears         | 6-5 (SO) |
| 2001 | Thebarton Snowdome, Adelaide          | Adelaide Avalanche   | Sydney Bears         | 10–7     |
| 2002 | Blacktown Ice Arena, Sydney           | Sydney Bears         | Adelaide Avalanche   | 5-4 (SO) |
| 2003 | Glaciarium, Sydney                    | Newcastle Northstars | Sydney Ice Dogs      | 4–1      |
| 2004 | Erina Ice World, Central Coast        | Sydney Ice Dogs      | Newcastle Northstars | 3–1      |
| 2005 | Hunter Ice Skating Stadium, Newcastle | Newcastle Northstars | Adelaide Avalanche   | 3–1      |
| 2006 | Adelaide Ice ArenA, Adelaide          | Newcastle Northstars | Adelaide Avalanche   | 4–0      |
| 2007 | Penrith Ice Palace, Penrith           | Sydney Bears         | Newcastle Northstars | 4–3 (OT) |
| 2008 | Hunter Ice Skating Stadium, Newcastle | Newcastle Northstars | Sydney Ice Dogs      | 4–1      |
| 2009 | Hunter Ice Skating Stadium, Newcastle | Adelaide Adrenaline  | Newcastle Northstars | 3–2 (OT) |
| 2010 | Medibank Icehouse, Melbourne          | Melbourne Ice        | Adelaide Adrenaline  | 6–4      |
| 2011 | Medibank Icehouse, Melbourne          | Melbourne Ice        | Newcastle Northstars | 3–2      |
| 2012 | Hunter Ice Skating Stadium, Newcastle | Melbourne Ice        | Newcastle Northstars | 4–3      |
| 2013 | Melbourne Icehouse, Melbourne         | Sydney Ice Dogs      | Newcastle Northstars | 6–3      |
| 2014 | Melbourne Icehouse, Melbourne         | Melbourne Mustangs   | Melbourne Ice        | 6–1      |
| 2015 | Melbourne Icehouse, Melbourne         | Newcastle Northstars | Melbourne Ice        | 3–2 (OT) |
| 2016 | Melbourne Icehouse, Melbourne         | Newcastle Northstars | CBR Brave            | 2-1      |
| 2017 | Melbourne Icehouse, Melbourne         | Melbourne Ice        | CBR Brave            | 4–1      |
| 2018 | Melbourne Icehouse, Melbourne         | CBR Brave            | Sydney Bears         | 4–3 (OT) |
| 2019 | Hunter Ice Skating Stadium, Newcastle | -                    | -                    | -        |

### Statistik
| Mannschaft           | # Trophäen | Jahre                              |
| -------------------- | ---------- | ---------------------------------- |
| Adelaide Adrenaline  | 1          | 2009                               |
| Adelaide Avalanche   | 2          | 2000, 2001                         |
| CBR Brave            | 1          | 2018                               |
| Melbourne Ice        | 4          | 2010, 2011, 2012, 2017             |
| Melbourne Mustangs   | 1          | 2014                               |
| Newcastle Northstars | 6          | 2003, 2005, 2006, 2008, 2015, 2016 |
| Sydney Bears         | 2          | 2002, 2007                         |
| Sydney Ice Dogs      | 2          | 2004, 2013                         |